# Przejście graniczne Kałków-Vidnava (kolejowe)
Przejście graniczne Kałków-Vidnava – polsko-czechosłowackie kolejowe przejście graniczne położone w województwie opolskim, w powiecie nyskim, w gminie Otmuchów, pomiędzy stacjami kolejowymi Kałków Łąka (niem. Kalkau), a Vidnava (niem. Weidenau), zlikwidowane w 1946.

## Opis
Przejście graniczne Kałków-Vidnava istniało od 5 listopada 1911, kiedy linię kolejową z Nysy do stacji Kałków Łąka przedłużono do Vidnavy jako przejście graniczne Cesarstwa Niemieckiego i Austro-Węgier, a po I wojnie światowej Niemiec i Czechosłowacji. Po zajęciu w listopadzie 1938 na mocy układu monachijskiego części Czechosłowacji przez III Rzeszę, przejście graniczne znalazło się na terytorium Niemiec i de facto przestało istnieć. Po II wojnie światowej znalazło się na granicy polsko-czechosłowackiej i od października 1945 funkcjonowało do jesieni 1946, jako Przejściowy Punkt Kontrolny Otmuchów – kolejowy III kategorii. Następnie rozebrano tory na odcinku Kałków–Vidnava. Dziś po polskiej stronie pozostał jedynie nasyp kolejowy po dawnej linii.